# Петер Найгефинт
Петер Найгефинт (на немски: Peter Neigefindt) е германски политик от ГСДП, кмет на град Ерфурт, Германия, почетен гражданин на Ловеч, България.

## Биография
Петер Найгефинт е роден на 12 април 1941 година в Ерфурт. Учи в родния си град. Завършва висше образование със специалност технология на машиностроенето. Работи в Ерфурт. След падането на Берлинската стена и Обединението на Германия се включва в политическия живот от ГСДП. През 1990-1991 г. е Председател на фракцията на ГСДП в Градския парламент на Ерфурт (1990-1991). Управлява децерната по образование и младежтa (1991-1994). През 1994 г. на местните избори е избран за кмет на Ерфурт по образование, околна среда и спорт. Член е на училищната комисия на Германското събрание на градовете и председател на работническо-самарянския съюз.
Петр Найгефинт е основен двигател на интензивните и многопосочни връзки между побратимените градове Ловеч и Ерфурт (1994 -1999). Дарява на Ловеч серия от автомобилна техника за неотложна медицинска помощ, аварии, бедствия и социални дейности (1999).
На 4 май 1999 г. Общинският съвет провъзгласява Петер Найгефинт за Почетен гражданин на Ловеч „За благотворителна дейност и развитие на сътрудничеството между Ловеч и Ерфурт“.
Умира на 13 януари 2019 г.